# Brenda Wairimu
Brenda Wairimu (sinh ngày 3 tháng 5 năm 1989) là một nữ diễn viên và người mẫu Kenya được biết đến với vai diễn trong vở opera Mali. Cô ấy đáng chú ý nhất khi đóng nhiều vai khác nhau trong một số phim truyền hình.

## Cuộc sống ban đầu và giáo dục
Brenda Wairimu sinh ra và lớn lên ở Mombasa. Cô học ngành Quản trị kinh doanh quốc tế tại USIU.

## Sự nghiệp
Brenda đã xuất hiện trong một số phim truyền hình. Năm 2009, cô xuất hiện lần đầu trên truyền hình khi được chọn vào vai một trong những nữ diễn viên trong chương trình Change Times. Cô đã chơi Shareefah cùng với dàn diễn viên của Nice Githinji và Ian Mugoya. Năm 2011, cô được chọn vào vai một trong những nhân vật chính trong vở opera xà phòng của Kenya, Mali. Cô đóng vai Lulu, một cô con gái của Gregory Mali và Mabel. Cô chơi cùng, Mkamzee Mwatela, Mumbi Maina và Daniel Peter. Năm 2012, cô đóng vai chính trong bộ phim truyền hình Pan-Phi Shuga. Cô đóng vai Dala, một sinh viên truyền thông 22 tuổi.

## Đóng phim

### Truyền hình
| Năm             | Dự án                                  | Vai trò            | Ghi chú                                                                               |
| --------------- | -------------------------------------- | ------------------ | ------------------------------------------------------------------------------------- |
| 2010 – 11       | Thời gian thay đổi (sê-ri truyền hình) | Patricia "Chia sẻ" | Đề cử — Giải thưởng Kalasha cho Nữ diễn viên phụ xuất sắc nhất trong phim truyền hình |
| 2011 – 15       | Ma-rốc                                 | Lulu Mali          | Sê-ri thường xuyên                                                                    |
| 2012            | Shuga                                  | Dala               | Sê-ri thường xuyên; </br> 6 tập – Phần 2                                              |
| 2013 – 14       | Kona                                   | Pamela Oyange      | Sê-ri thường xuyên; </br> 250 tập                                                     |
| 2015 – hiện tại | Skandals kibao                         | Kiki               | Sê-ri thường xuyên                                                                    |
| 2018 – hiện tại | loạt monica                            | đơn sắc            | sê-ri thường xuyên, 26 tập                                                            |

### Phim
| năm  | dự án      | vai trò | ghi chú            |
| ---- | ---------- | ------- | ------------------ |
| 2017 | 18 Hours   |         | cũng đồng sản xuất |
| 2018 | Disconnect |         |                    |
| 2018 | subira     |         |                    |